# Brač - podmorje
Brač - podmorje este o arie protejată (sit de importanță comunitară — SCI) din Croația întinsă pe o suprafață de 684,07 ha, integral marine.

## Localizare
Centrul sitului Brač - podmorje este situat la coordonatele 43°16′48″N 16°30′14″E / 43.28°N 16.504°E.

## Înființare
Situl Brač - podmorje a fost declarat sit de importanță comunitară în iulie 2013 pentru a proteja un număr necunoscut de specii din flora spontană și fauna sălbatică aflate în arealul zonei.

## Biodiversitate
Situată în ecoregiunea marină mediteraneană, aria protejată conține 4 habitate naturale: Recifuri, Peșteri marine scufundate complet sau parțial, Straturi cu Posidonia (Posidonion oceanicae), Bancuri de nisip acoperite în permanență slab de apă marină.
La baza desemnării sitului se află un număr nedeclarat de specii protejate.